# Nius
Nius (Eigenschreibweise: NiUS; ausgesprochen wie britisch-englisch news für „Nachrichten“) ist ein deutschsprachiges Onlinemedium, das als rechtspopulistisch und rechtskonservativ eingeordnet wird. Geschäftsführender Direktor der Betreiberfirma Vius und Chefredakteur ist der ehemalige Bild-Chefredakteur Julian Reichelt.

## Unternehmensstruktur
Nius ging Anfang Juli 2023 online. Zunächst wurden einzelne Formate eingeführt, zu denen es neben den Webseiten, jeweils unter dem gleichen Namen, Accounts in den Sozialen Medien wie YouTube, X, Facebook und Instagram gab.
Die Formate werden unter der Marke Nius gebündelt und die Inhalte auf dem Portal sowohl als Text, Video als auch als Webradio verbreitet. Die unterschiedlichen Formate werden als „Shows“ bezeichnet. Im April 2024 startete die einstündige Morgensendung NIUS live. Die Journalistin Hannah Knuth schrieb in der Zeit, Nius sei kein Nachrichtenportal, sondern verbreite hauptsächlich Meinungsbeiträge, auch wenn diese nicht als solche gekennzeichnet würden.
| Autor                | Name der Show                |
| -------------------- | ---------------------------- |
| Julian Reichelt      | Achtung, Reichelt!           |
| Ralf Schuler         | Schuler! Fragen, was ist     |
| Sebastian Vorbach    | Stimmt! Der Nachrichten-Talk |
| Giovanna Winterfeldt | Gio unzensiert               |
| Waldemar Hartmann    | Waldis dritte Halbzeit       |
| Julius Böhm          | RealTalk                     |
| Alexander Kissler    | KISSLER KOMPAKT              |
| Alex Purrucker       | NiUS Live                    |

Kontrolliert wird das Angebot von dem Medienunternehmer Frank Gotthardt, der als Förderer Reichelts nach dessen Karriereende beim Springer-Verlag bekannt wurde. Gotthardt erklärte seine Motivation für die Zusammenarbeit mit Julian Reichelt damit, dass es in Deutschland eine „Übermacht der Medien“ gebe, die „links zu verorten“ seien. Die Gründung von Nius sei daher „staatsbürgerliche Verantwortung“. Das Portal werde nur als rechts der Mitte wahrgenommen, weil die Mitte „nach links gedriftet“ sei. Als Herausgeber fungiert Gotthardts Firma Vius SE & Co. KGaA. Der Sitz der Redaktion und des Herausgebers ist Berlin.
Im Jahr 2023 gab Vius SE 183.700 Euro für Google-Ads aus, im Jahr 2024 (Stand Dezember 2024) betrugen die Ausgaben schon 614.550 €. Im Mai 2024 stieg die Vius SE beim österreichischen Exxpress ein und übernahm 25 Prozent. Im November 2024 stockte die Vius SE ihren Anteil bei Exxpress auf 50 Prozent auf.
Im September 2024 wurde bekannt, dass die Betreibergesellschaft von Nius die Zulassung für ein bundesweites Fernsehspartenprogramm von der Medienanstalt Berlin-Brandenburg beantragt und auch erhalten hat.
In einem gesonderten Antragsverfahren wurde von derselben Medienanstalt ein Radioprogramm mit dem Namen „Nius. Das Radio“ genehmigt. Das Radioprogramm startete als Internetradio. Anfang Juni 2025 genehmigte die MABB dem Anbieter einen Sendeplatz im lokalen Berliner DAB-Mux Kanal 7B. Seit 17. Juli 2025 sendet Nius Radio über den saarländischen DAB+ Multiplex für private Programme auf Kanal 9C.

## Redaktion
Die Chefredaktion besteht aus Tim Thorer und Ute Oelker. Presserechtlich verantwortlich ist Julian Reichelt. Erster Chefredakteur von Juni bis Oktober 2023 war Jan David Sutthoff. Bis Mitte 2024 bildeten die ehemaligen Bild-Journalisten Sebastian Vorbach und Willi Haentjes die Chefredaktion.
Zur 30-köpfigen Redaktion gehören die ehemaligen Bild-Redakteure Ralf Schuler, Julius Böhm, Zara Riffler (bis 2025) und Alexander Möhnle, die zuvor bereits mit Reichelt gearbeitet hatten, sowie Judith Sevinç Basad (zuvor pleiteticker.de), Louis Hagen, Jan Aleksander Karon, Christian Kemper, Amir Makatov, Anabel Schunke, Giovanna Winterfeldt, Rob Szymoniak und Alexander Kissler.

## Finanzierung
Finanziert wird Nius vor allem durch Gelder von Initiator Frank Gotthardt.  Weitere Einnahmen generiert das Portal durch einige wenige Anzeigen und durch Abonnements, durch die Kunden Zugang zum Archiv erhalten. Die aktuellen Beiträge sind frei im Internet zugänglich. Nach einem 2025 geleakten Datensatz hatten 46 Nutzer ein Jahresabo über 199,99 Euro, 351 über 99,99 Euro, 235 zahlten 100 Euro Jahresbeitrag. Dazu kamen Nutzer, von denen mehrfache monatliche Zahlungen von 9,99 Euro oder 10 Euro eingehen.
Werbung wird dagegen nur spärlich geschaltet. 2023 wies die Betreibergesellschaft von Nius bei einer Bilanzsumme von rund 6,4 Millionen einen Fehlbetrag von 13,8 Millionen Euro auf, der durch Gelder von Gotthardt beglichen wurde. Insgesamt sei das Portal mit Stand Mitte Juli 2025 „nach allen Informationen bislang ein Zuschussgeschäft, [in das Gotthardt Geld] in zweistelliger Millionenhöhe gepumpt“ habe.

## Kontroversen
Nius unterwirft sich nicht den Bestimmungen des Pressekodex. Für kommerzielle Angebote mit journalistischem Inhalt wie Nius ist nach dem Medienstaatsvertrag die Medienanstalt Berlin-Brandenburg zuständig. Diese kann die Inhalte auf die Einhaltung journalistischer Mindeststandards überprüfen und hat Nius wegen Beschwerden im Blick. Nius macht sich nach Ansicht von Felix W. Zimmermann von der Legal Tribune Online die Rechtsprechung gezielt zunutze, die davon ausgeht, dass der durchschnittliche Leser nicht nur Überschriften, sondern den gesamten Artikel lese, was heute nicht mehr unbedingt lebensnah sei. Mit irreführenden und skandalisierenden Überschriften wolle Nius Aufmerksamkeit um jeden Preis erzielen. Erst im Text würden irreführende Eindrücke aus Überschrift und Teaser wieder zurechtgerückt.

### Klimawandel
Nius sät Zweifel an Schwere und Folgen der Erderwärmung und verbreitet Positionen, die dem wissenschaftlichen Forschungsstand zum Klimawandel widersprechen. Im Juli 2023 wurde auf Nius den im Mittel global steigenden Temperaturen das in Deutschland von Niederschlägen geprägte Wetter gegenübergestellt und daraus eine „Diskrepanz“ abgeleitet. Allerdings lassen sich aus temporären lokalen Wetterphänomenen keine Aussagen über langfristige Klimatrends ableiten, wie Kevin Sieck, Forscher am Climate Service Center Germany, erläuterte. Als Klimaexperten präsentierte Nius Fritz Vahrenholt, der die Meinung vertrat, die Berichterstattung zum Klimawandel diene dazu, Angst und Panik zu verbreiten. Die Folgen der globalen Erwärmung würden übertrieben. René Orth, Wissenschaftler am Max-Planck-Institut für Biogeochemie, und Johann Jungclaus, Forscher am Max-Planck-Institut für Meteorologie, sagten dazu, eine Zunahme von Hitzewellen oder Starkregenereignissen sei in vielen Gegenden der Welt klar belegt und auch im Weltklimabericht abgebildet. Dieser stütze in „keinster Weise“ Vahrenholts Behauptungen.
Im Juli 2023 berichtete Nius von der „heißeste[n] Klimalüge des Jahres“. „Nahezu alle Medien im Land und die Bundesregierung“ hätten hinsichtlich der Tageswerte für Italien bzw. Südeuropa falsch berichtet. Anders als bei Nius behauptet, wurde in der Berichterstattung jedoch über die vorhergesagten Temperaturen und nicht die tatsächlich gemessenen Werte vor Ort gesprochen. Nius behauptete ferner, in der Berichterstattung sei die Bodentemperatur mit der Lufttemperatur verwechselt worden, irrte aber auch in diesem Punkt: In einem zugrunde liegendem Bericht der ESA entstand zunächst der Eindruck, dass die Bodentemperatur gemeint sei. Der Bericht bezog sich jedoch auf die Lufttemperaturen.
In einem Artikel auf Nius wurde der ZDF-Meteorologe Özden Terli angegriffen und ihm ein „Absolutheitsanspruch“ vorgeworfen. Es werde „keinerlei Raum“ für eine „demokratische Debatte“ gelassen. Terli sagte in einem Tweet als Reaktion unter anderem: „Ich hätte nie gedacht, dass der Zug in eine derart wissenschaftsfeindliche Richtung fahren würde.“

### Asylbewerber
Nach der Behauptung des CDU-Vorsitzenden Friedrich Merz von Ende September 2023 zu Zahnarztleistungen für abgelehnte Asylbewerber, durch die Deutsche lange auf Zahnarzttermine warten müssten, produzierte Nius einen Beitrag zum Thema mit Geflüchteten, die kaum oder kein Deutsch sprachen. Der Beitrag hatte den Tenor, dass Asylbewerber übermäßig Zahnbehandlungen in Deutschland in Anspruch nähmen.
Das NDR-Medienmagazin Zapp besuchte die Flüchtlingsunterkunft, vor der Nius-Reporter die Interviewpartner angesprochen hatte. Die Betroffenen berichteten unter anderem, dass sie von den Nius-Reportern aufgefordert worden seien, ihre Zähne zu zeigen und den Daumen zu heben. Die Leiterin des Wohnheims sagte: „Im Grunde wurden die Leute missbraucht. […] Denen wurden die Worte im Mund umgedreht.“ Dass sie selber eine Zuzahlung für Zahnbehandlung geleistet hätten, sei zum Beispiel in dem Beitrag nicht erwähnt worden. Zudem ging Nius nicht darauf ein, dass Merz ausschließlich von abgelehnten Asylbewerbern gesprochen hatte.

### Auflösung des Vertrags von Jan Fleischhauer
Jan Fleischhauer, der ursprünglich ab September 2023 eine Late-Night-Show namens Fleischhauers Welt moderieren sollte, löste seinen Vertrag auf. Als Gründe gab er an, dass der Webauftritt „[s]ehr düster, sehr aggressiv“ sei und nicht dem Claim „Stimme der Mehrheit“ gerecht werde. Ferner dominiere Reichelt das Unternehmen mehr, als ihm bei Vertragsabschluss zugesichert worden sei. Fleischhauers Ansicht nach wollen die Menschen „nicht die ganze Zeit angeschrien oder wachgerüttelt werden“.

### Alexandra Föderl-Schmid
Nius spielte Anfang 2024 eine entscheidende Rolle in einer Kontroverse um die stellvertretende Chefredakteurin der Süddeutschen Zeitung, Alexandra Föderl-Schmid. Nius beauftragte den Kommunikationswissenschaftler Stefan Weber mit einer Plagiatsprüfung ihrer Dissertation. Die Tatsache, dass Nius Weber für seine Nachforschungen bezahlte, warf in der Medienbranche Fragen über die Motivation des Portals auf.

### Proteste gegen Rechtsextremismus in Deutschland Anfang 2024
Im Februar 2024 verbreitete Nius, die Proteste gegen Rechtsextremismus in Deutschland und Österreich 2024 wären nicht spontan zustande gekommen, sondern von der Ampelregierung in der Absicht orchestriert, alle konservativen Stimmen zu schwächen, also nicht nur die AfD, sondern auch die Unionsparteien. Reichelt erklärte, dahinter stecke eine „klare Taktik der Einschüchterung und Demobilisierung“.

### Prüfung durch die Medienaufsicht
Im Februar 2024 wurde bekannt, dass die Medienanstalt Berlin-Brandenburg (MaBB) prüfe, ob ein Aufsichtsverfahren gegen Nius in Gang gesetzt werden müsse. Zuvor waren mehrere Beschwerden bei der Behörde eingegangen. Es gehe bei der Prüfung allein um die Frage, ob die journalistischen Sorgfaltspflichten eingehalten würden, zitierte t-online den MaBB-Justiziar Marco Holtz. Die politische Ausrichtung des Angebots sei für die medienrechtliche Überprüfung unerheblich.

### Zurückgewiesene Unterlassungsforderung der Antidiskriminierungsstelle
Nachdem Nius mit wahrheitswidrigen Überschriften wie „Regierung will 1000 Euro Bußgeld für Frauen-Fitnessstudio, weil es einen Mann nicht in Dusche lassen will“ und „Frauen, die nicht mit Männern duschen wollen, sollen Strafe zahlen“ über die Arbeit der Antidiskriminierungsstelle (ADS) berichtet hatte, forderte die ADS vom Betreiber, der von Frank Gotthardt finanzierten kommerziellen Plattform VIUS SE & Co. KGaA, Unterlassung. Es handele sich schlicht um Fake News. Die Antidiskriminierungsstelle unterlag im Sommer 2024 in erster Instanz beim Landgericht Berlin und in zweiter Instanz beim Kammergericht. Hintergrund ist laut Felix W. Zimmermann von Legal Tribune Online, dass die hergebrachte Rechtsprechung davon ausgehe, dass der durchschnittliche Leser nicht nur Überschriften und Teaser, sondern den gesamten Artikel lese, was nicht unbedingt lebensnah sei und es Portalen ermögliche, mit irreführenden und skandalisierenden Überschriften Aufmerksamkeit zu erregen. Eine „Beeinträchtigung der Funktionsweise des Staates“, die einen Eingriff in das besondere Schutzbedürfnis der Machtkritik am Staat erlaube, liege laut Richterspruch nicht einmal ansatzweise vor, und so fehlten die Voraussetzungen für die Unterbindung solcher „Meinungsäußerungen“. Ataman erklärte für die ADS nach der Urteilsverkündung, sie „finde es bedenklich, dass unzutreffende, skandalisierende Behauptungen verbreitet werden können. Wir werden die Entscheidung prüfen und sind von unserer Rechtsposition weiterhin überzeugt“.

### Zwangsgeld und Haftandrohung
Nachdem Reichelt auf seinem YouTube-Kanal und in Nius Falschdarstellungen zur Finanzierung der Seenotrettungsorganisation Mission Lifeline gemacht hatte, wurden Reichelt und Nius auf Antrag der Vereinsvorsitzenden Hermine Poschmann in einer einstweiligen gerichtlichen Verfügung zu einer Gegendarstellung aufgefordert. Als diese nicht ordnungsgemäß erfolgte, verhängte das Landgericht Berlin im März 2024 ein Zwangsgeld bzw. alternativ eine Erzwingungshaft. Daraufhin erschienen ordnungsgemäße Gegendarstellungen auf YouTube und Nius. Rechtsanwalt Steinhöfel wollte nicht sagen, ob die vorausgegangene Nichterfüllung der gerichtlichen Verfügung durch einen groben Fehler oder als dreister Versuch, damit durchzukommen, zustande kam.

### Weitere Gerichtsverfahren
Nius und Julian Reichelt wurde im April 2024 vom Landgericht Hamburg mit einer einstweiligen Verfügung verboten, den Eindruck zu erwecken, der Verein PolizeiGrün e. V. sei für die Partei Bündnis 90/Die Grünen tätig. Andere von den Grünen angegriffene Aussagen hielt das Gericht dagegen für zulässig. Die Verfahrenskosten trugen die beiden Parteien je ungefähr zur Hälfte. In der medialen Verarbeitung des Beschlusses (Litigation-PR) versuchten Reichelt und sein Anwalt allerdings, die gerichtliche Teilniederlage als Sieg der Pressefreiheit umzudeuten, indem sie auf eine Bestätigung der Pressefreiheit hinwiesen und nicht auf die von Nius verbreiteten falschen Behauptungen und Eindrücke eingingen.
Im Oktober 2023 hatte das gleiche Gericht eine einstweilige Verfügung wegen unzulässiger Verdachtsberichterstattung und Unwahrheit gegen Nius und Reichelt ausgesprochen. Im Rahmen der BSI-Affäre hatte Nius in den Raum gestellt, Nancy Faeser könnte hinter dem Bericht des ZDF Magazin Royale stecken, der die Affäre ins Rollen gebracht hatte. Zudem wertete das Gericht die Aussage als unwahr, der ZDF-Bericht enthalte „keinen einzigen wahren Vorwurf“.

### Strafrechtliches Ermittlungsverfahren in „Schwachkopf“-Affäre
Im Jahr 2025 leitete die Staatsanwaltschaft Berlin Ermittlungen gegen das Portal ein, nachdem es illegal einen Durchsuchungsbeschluss veröffentlicht hatte. Dieser steht im Zusammenhang mit einem Strafverfahren wegen der mutmaßlichen Beleidigung von Bundeswirtschaftsminister Robert Habeck als „Schwachkopf“ durch einen Mann aus Bayern. Der Paragraph 353 d StGB „untersagt, ‚amtliche Dokumente‘ aus einem laufenden Strafverfahren ‚ganz oder in wesentlichen Teilen‘ im Wortlaut öffentlich mitzuteilen, bevor sie in öffentlicher Verhandlung erörtert worden sind oder das Verfahren abgeschlossen ist“.

### Unterlassungserklärung nach transfeindlicher Kampagne
Im November 2024 erschienen bei Bild und Nius mehrere Artikel über eine Beamtin der Polizei Berlin, die zur Frauenvertreterin gewählt wurde. Die Beamtin sei, so die Berichterstattung von Bild, angeblich „als Mann geboren worden“ und stehe unter „Missbrauchsverdacht“. Nach Recherchen des Tagesspiegel wurde die Beamtin weder als Mann geboren, noch gebe es Indizien oder Beweise für von ihr verübte Straftaten. Nius gab eine Unterlassungserklärung ab und löschte sämtliche Beiträge zu dem Thema. Eine Korrektur oder Entschuldigung wurde nicht veröffentlicht.

### Gefährdungslage nach Berichterstattung zu einer Anwaltskanzlei
Der Deutsche Anwaltverein und die Bundesrechtsanwaltskammer kritisierten Nius für die Berichterstattung zu einer Anwältin scharf, nachdem es nach der Nius-Berichterstattung zu einer Kundgebung der Identitären Bewegung und diversen bedrohlichen Zuschriften gekommen war. Die Dresdner Polizei hatte verstärkt Streifenwagen zum Schutz der Kanzlei eingesetzt und eine Gefährderansprache an einen 25-jährigen Chemnitzer gehalten. Das Landgericht Berlin II fand im April 2025, die identifizierende Berichterstattung von Nius über eine Dresdner Rechtsanwältin, die in drei Artikeln mit der gescheiterten Ausweisung des späteren Attentäters von Solingen in Verbindung gebracht wurde, den sie vertreten hatte, sei zulässig; ihr Persönlichkeitsrecht sei dadurch nicht verletzt. Dass die Kanzlei in einem Zusammenhang mit der späteren Tat durch Al Hasan gestanden haben soll, sei eine subjektive Wertung seitens Nius und damit eine Meinungsäußerung. Auch überzogene und abwegige Meinungsäußerungen seien von der Meinungsfreiheit gedeckt (LG Berlin II, Urteil vom 3. April 2025 – 27 O 304/23).

## Rezeption
Die taz warf dem Portal Mitte Juli 2023 „rechtspopulistische Stimmungsmache“ und eine Verdrehung von Fakten vor.
Die Frankfurter Rundschau sah Ende Juli 2023 bei Nius Parallelen zum US-Sender Fox News, ebenfalls im Besitz eines Milliardärs (Rupert Murdoch). „Stimmen aus der Medienbranche“ würden Nius unterstellen, „es würde Kulturkämpfe entfachen, um von Klassenkämpfen abzulenken“.
Der Medienjournalist Stefan Niggemeier schrieb in Bezug auf Nius, es bestehe aus „Abgründen aus Hass und Gehässigkeit, Verdrehungen und Verleumdungen, Manipulation und Wahn“.
Am 16. Juli 2023 erstattete der von der Berliner Senatsverwaltung eingesetzte Queerbeauftragte Alfonso Pantisano wegen des Vorwurfs der Volksverhetzung Anzeige gegen Reichelt und Basad. Dabei bezog sich Pantisano auf die via Twitter geäußerte Kritik Reichelts an einer Aktion der Berliner Polizei mit Regenbogenfahne und auf ein von Nius veröffentlichtes Video von Basad mit dem Titel Trans ist Trend: Wie eine Ideologie unser Land verändert. Die Berliner Polizei bestätigte kurz darauf den Anfangsverdacht für die Straftaten und leitete Ermittlungen ein.
Der Politikwissenschaftler Markus Linden sieht in dem Angebot von Nius ein „rechtspopulistisches Agitationsformat mit journalistischem Anstrich“. Das Portal verfolge eine Doppelstrategie: einerseits „gemäßigte“ Formate mit demokratischen Politikern, andererseits „reißerisch aufgemachte Krawall-Formate, bei denen eine sichtbare Rückbindung an journalistische Sorgfaltspflichten unterbleibt“. Die Nius-Macher seien Medienprofis, die aber einer Agenda folgten. Es handele sich bei dem Portal „um ein zentrales mediales Sprachrohr der Kreise um Hans-Georg Maaßen“, so Linden; Nius sei „Werteunion-TV“. Linden sieht bei Nius eine Radikalisierung. Die Website überschreite bewusst Grenzen und greife ebenfalls bewusst auf Methoden der Desinformation zurück. Falsche Darstellungen seien bei Nius nicht bloß handwerkliche Fehler.
In der Journalistik argumentiert der Medienethiker Luis Paulitsch bei Nius für die Einordnung als „rechtskonservatives ‚Alternativmedium‘“. Er weist auch darauf hin, dass dem Finanzier Frank Gotthardt eines solchen rechtskonservativen „Krawallportals“ ein gewisser Reputationsschaden drohe.
Die Politikwissenschaftlerin und Journalistin Gilda Sahebi schrieb 2025, die Funktion des Portals bestehe darin, „rechtsextreme Narrative in die demokratische Mitte zu drücken“.
In der Sendung des ZDF Magazin Royale vom 6. Dezember 2024 wurden Textplagiate von Nius und die Mitwirkung einer rechtsextremen Autorin an Nius aufgedeckt.
Lars Wienand (t-online) bezeichnete Nius als „Krawallportal“, dessen Chefredakteur Julian Reichelt keinen Hehl daraus mache, „dass er mit dem Portal eine politische Mission verfolgt – nämlich die Politik, und dabei vor allem die Union, nach rechts zu rücken.“ Nius Darstellungen seien oft „verzerrend“ und ließen für das Verständnis von Sachverhalten relevante Informationen aus.

## Hackerangriff
Am 12. Juli 2025 wurde die Plattform Nius Opfer einer Cyberattacke, bei der mehr als 5.000 Kundendaten erbeutet und veröffentlicht wurden. Zu den Daten, die bei dem Hackerangriff veröffentlicht wurden, zählen Name, mehrere E-Mail-Adressen pro Nutzer, Bankverbindungen und private Anschriften. In der aus diesen Daten zusammengestellte Datenbank befanden sich auch Hans-Georg Maaßen, Thilo Sarrazin, Katja Adler und Ulrich Vosgerau. Laut Heise Online wurde die Aufmachung der Internetseite verändert und sämtliche Artikelüberschriften durch den gleichen Weblink ersetzt, der zum Download der erbeuteten Kundendaten führte.